# معركة زليتن
بدأت معركة زليتن في مدينة زليتن بليبيا خلال ثورة 17 فبراير – التي تحوَّلت فيما بعدُ لحربٍ أهليّة – في الحادي والعشرين من تمّوز/يوليو 2011 عندما انتقلت عناصر من جيش التحرير الوطني – وهي جزءٌ من القوات المناهضة للقذافي والتي تسعى للإطاحة بحكومته – إلى مدينة زليتن لتمديد خطّ الإمدادات القادمِ غربًا من مصراتة ثاني أكبر المدن الليبيَة القابِعة تحتَ سيطرة الثوار.

## خلفية
انتهى الحصار الذي فُرض على مصراتة في منتصف أيّار/مايو 2011 عندما نجحت الفصائل الثوريَة في كسرِ الحصار عبر طرد القوات النظاميّة التي كانت تتمركزُ على مشارفِ المدينة. رغمِ كسر الحصار، ظلَّت المدينةُ تتعرض ما بين الفينة والأخرى لقصفٍ مدفعي من القوات المواليّة للنظام. حاولت هذه الأخيرة اقتحام مصراتة في حزيران/يونيو من العام نفسه، لكنّ القتال العنيف في ضاحية الدافنية والانتفاضة بمساعدة الثوار في زليتن نفسها أجبرتهم على التراجع. بحلول العشرين من تمّوز/يوليو، قال الثوار إنهم كانوا على بعد 1.5 كيلومتر (0.93 ميل) فقط من زليتن.

## المعركة
بين 21 و22 تموز/يوليو، قُتل 16 عنصرًا من عناصر الثوار وجُرح 126 آخرون في القتال على مشارف زليتن حيث حاولت قوات المعارضة إحراز تقدمٍ نحو وسط المدينة لكنها فشلت في ذلك بعدما صدَّتها القوات الموالية للقذافي. تمكَّنت هذه الأخيرة مدعومةً بالدبابات التي كانت في حوزتها من عزلِ كتيبةٍ من الثوار في سوق الثلثة وفرضت عليهم طوقًا هناك. بعد كلّ هذه التطورات، زادت حدّة القتال على مشارف المدينة حيث حاولت الفصائل الثوريّة يومي 23 و24 من نفس الشهر اقتحام المدينةِ من جديدٍ لكنّها فشلت في ذلك وفقدت 23 من مقاتليها خلال هذه المحاولة.
اتهمت الحكومة الليبيّة وشهود عيان محليون في الخامس والعشرين من تموز/يوليو حلف شمال الأطلسي (الناتو) بشنِّ غارةٍ جويّةٍ استهدفت عيادة صغيرة في زليتن ما تسبب في مقتل 11 مدنيًا. اتهمت الحكومة أيضًا الحلف بإلحاقهِ أضرارًا جسيمة على مستوى مباني تخزين المواد الغذائية، كما عرضت الحكومة العيادة المُدمَّرة ومباني التخزين لوسائل الإعلام الدوليّة. زعمَ الناتو أنَّ الموقع الذي تعرَّض للقصفِ كان منشأةً لتخزينِ المرْكَبات العسكريّة. دمَّرت القوات الحكوميّة في اليومِ نفسه خزان وقود ضخمٍ في مصراتة بصواريخ جراد مما أدى إلى إغلاق معظم المحطَّات في المدينة. قُتل ثلاثُ عناصر من الثوار وأُصيب 11 آخرون في 25-26 تموز/يوليو في القتالِ على خطِّ المواجهة.
نجحت الفصائل الثوريَة في الواحد والثلاثين من تموز/يوليو اختراق خطوط القوات المواليّة للقذافي ثم استولوا على قاذفات صواريخ غراد بالإضافة إلى قذائف مدفعيّة عيار 155 ملم وسيارات وأسلحة خفيفة خلَّفتها القوات الموالية المُنسَحِبة. صرَّح الثوار في وقتٍ لاحقٍ أنهم نجحوا فعلًا في دخولِ زليتن لكنهم غادروها بعد ذلك بوقت قصير بناءً على طلب السكان الذين يخشون الهجمات المدفعية من قبل القوات الموالية في حالةِ ما استولى الثوار على المنطقة. قُتل في نفس اليوم 14 مقاتلًا في صفوفِ الثوار وأُصيب 20 آخرون بينمَا استسلم ما لا يقلُّ عن 40 جنديًا من جنود الجيش الليبي النظامي. كانت الفصائل الثوريّة المتمركزة في أحد المناطق القريبة من زليتن تُفكِّر في تجاوزِ هذه الأخيرة والتوجه إلى الخمس حيث قالت إنها تُريد تجنُّب القتال في المناطق الحضرية بما في ذلك زليتن. بشكلٍ عامٍ، نجحَ الثوار قي التقدم بمقدار 3 كيلومتر (1.9 ميل) لكنّهم فقدوا 27 مقاتلًا في ظرفِ يومينِ من المعارك والاشتباكات من القوات المواليّة للقذافي.
نقلت بعضُ وسائل الإعلام المعارِضة في الأول من آب/أغسطس عن مصادر في الفصائل الثوريّة أنَّ هذه الأخيرة قد تمكّنت من دخول زليتن بحوالي 9 كيلومتر (5.6 ميل) حيثُ سيطرت على وسط المدينة. هذا الأمر أكّده أحد القادة في الفصائل العسكريَة المناهضة للحكومة والذي قال إنَّ الثوار يُحاولون إقناع قبيلة الفواتير المحليّة بالسماح لهم بالبقاء والسيطرةِ على البلدة. ومع ذلك، لم تتحدث أي وسيلة إعلاميّة مستقّلة عن سيطرة الثوار على المدينة. في السياق ذاته، ذكرت قناة الجزيرة أنَّ الوضع في زليتن لا زال «متقلبًا» وأنَّ القتال دائرٌ في البلدة وحولها. بثَّ التلفزيون الرسمي الليبي في المقابل لقطات مُصوَّرة لزليتن مع بعض السكّان الذين ينفون سقوط المدينة في أيدي الثوار.
هاجمت قوات القذافي في الثاني من آب/أغسطس الثوار بعدما حصلت على دعمٍ من لواءٍ كاملٍ قَدِمَ من مدينة بنغازي. تركّز هجوم القوات النظاميّة على بعضِ المزارع شمال زليتن التي كانت تتحصَّنُ فيها بعض الكتائب الثوريّة فنجمَ عن الهجوم مقتل ما لا يقلُّ عن ثمانية مقاتلين في صفوفِ الثوار وجرحِ 65 آخرين. لم تُوافق قبيلة الفواتير (وتُعرف أيضًا بقبيلة الفيتوري) على السماح للثوار بالاستيلاء على المدينة. في ذاتِ السياق، قال العقيد أحمد عمر باني قائد أحد الكتائب الثوريّة المُقيمِ في بنغازي إنَّ القتال دار في وسطِ زليتن وأنَّ الثوار لم يستولوا على المدينةِ بعد. تصريحات أحمد أكّدها أحد قادة المعارضة – قاد رفقة آخرين الهجوم – الذي قال أن الثوار حققوا بعض المكاسب على المشارف الشرقية لزليتن في وقتٍ سابق من اليوم لكنها تراجعوا لمعاقلهم الأولى بعد الهجوم المضاد الذي شنَّته قوات القذافي.
ذكرت الحكومة الليبية في الثالث من آب/أغسطس أنها نجحت في طردِ فصائل المعارضة إلى الدافنية بعدما اشتبكت قواتها معهم عند مدخل زليتن. نفى الثوار هذهِ «المزاعم» وقالوا إنهم صدوا محاولة الهجوم ولم يتراجَعوا. في الواقع، تركَّز القتال في الضواحي الشرقيّة للبلدة وهو ما ينفي تقارير المعارضة السابقة التي تُفيد وصولهم وسطَ المدينة.
أظهرت الحكومة الليبية للصحفيين في الرابعِ من آب/أغسطس جثث امرأة وطفلين قُتلوا في غارة جوية لحلف شمال الأطلسي في غرب زليتن. صرَّحت حكومة القذافي أنها لا زالت تُسيطر بالكاملِ على زليتن وذلك في أعقابِ الهجوم المُضاد التي قالت إنه دفع «المتمردين» للعودةِ لمواقعهم الأصليّة. أكَّد الصحفيون الذين تم اصطحابهم في جولةٍ في المدينة بما في ذلك مركز المدينة عدم وجود أي علامة على وجود القوات الناهضة للقذافي. ذكرت شبكة سي إن إن أنه يُمكن سماع أصوات قنابل مدفعيّة على بعد بضعةِ كيلومترات من شرق المدينة مما يتعارض مع تقارير الثوار السابقة عن دخولهم الجزء الشرقي من زليتن، كما يتناقضُ أيضًا مع ادعاء الحكومة بنجاحها في إعادةِ المعارضين للدافنية.
أفادت بعضُ الأنباء في الخامس من آب/أغسطس أنَّ الفصائل الثوريَة بدأت في «تهريبِ» الأسلحة إلى الخمس غربي زليتن للاستعدادِ لشنِّ هجومٍ على العاصمة طرابلس من هناك بسبب صعوبة السيطرةِ على بلدة زليتن. قُتل ثلاث عناصرٍ في صفوف الثوار وجُرح 15 آخرين في السابع من آب/أغسطس أثناء محاولتهم التمسك بمواقعهم في سوق الثلاثاء بعد توقف تقدمهم إلى زليتن بسبب الهجوم المضاد للقوات المواليّة للقذافي ونقص الذخيرة.
قامت تشكيلتانِ جويتانِ تابعتانِ لحلف شمال الأطلسي (الناتو) بشنِّ غارةٍ مُنَسَّقةٍ على ثكناتٍ تتبعُ النظام بالقربِ من زليتن في الثامن من آب/أغسطس، كما شنّت طائراتٌ أخرى غاراتٍ جويّةٍ على منشأتين للقيادة والسيطرة ونقطة انطلاق عسكرية في زليتن والخمس. واصلت كاسحة الألغام البريطانيّة إتش إم إس بانغُور (بالإنجليزية: HMS Bangor)‏ مكافحتها الألغام قُبالة مصراتة حيث قام القذافي مرارًا وتكرارًا بمحاولاتٍ فاشلةٍ لحرمان الميناء من الشحن الإنساني، بينما أطلقت سفينة إتش إم إس ليفربول (بالإنجليزية: HMS Liverpool)‏ وابلًا من قذائف الإنارة لدعم عمليات الناتو في زليتن.
زعمت الحكومة الليبية في التاسع من آب/أغسطس أنَّ 85 مدنياً قُتلوا في الغارات الجوية لحلف شمال الأطلسي على قريةٍ بالقرب من زليتن. في المقابل، قال متحدثٌ باسم الناتو إنّ الحلف استهدفَ أربعة مبانٍ دُمِّرت فيها تسع مركبات وأن ادعاء الحكومة غير مدعومٍ بالأدلَة. أعلنت الحكومة الليبية الحداد الوطني ثلاثة أيام، كما نقلت صحفيين في وقتٍ لاحقٍ إلى إحدى المستشفيات المحليّة حيث شاهدوا ما لا يقلُّ عن 30 جثة بما في ذلك جثثي طفلين على الأقل. زعمت الحكومة الليبية أن جثث الآخرين الذين قُتلوا في الغارات الجوية نُقلت إلى مستشفيات أخرى، ولم يتم التحقق من أيٍّ من هذه الادعاءات بشكلٍ مستقل. توصَّلت بعض وسائل الإعلام إلى نتيجةٍ مفادها أن «شيئًا مأساويًا» حدث في البلدة بسببِ وجود 14 جثةً على الأقل في مستشفى واحد بما في ذلك جثة رضيع.
ذكر الثوار في الثامن عشر من آب/أغسطس أنّ محاولة كسر الجمود في زليتن من خلال تنظيمِ انتفاضةٍ قد باءت بالفشل بعد أن استباقت القوات الموالية للقذافي المُجهزة تجهيزًا جيدًا مجموعة من الثوار المحليين سيئي التجهيز فقتلت أربعة أشخاصٍ منهم وأصابت خمسة آخرين بجروح خطيرة خلال تبادلٍ لإطلاق النار.
شنَّ الثوار في اليومِ الموالي هجومًا على زليتن ونجحوا في بسطِ سيطرتهم على معظم المدينة بما في ذلك وسطها. بلغت خسائر الفصائل الثوريّة في المعركة – حسب مصادر تتبعُ لهم – 32 قتيلاً و150 جريحًا. أكدت قناة الجزيرة أن زليتن كانت في أيدي الثوار بحلول المساء، وأفاد مراسلها في زليتن أنَّ القوات الموالية للقذافي هربت وخلفت وراءها كميات كبيرة من الذخيرة والأسلحة الثقيلة، وقال أيضًا إنَّ سكان المدينة ثاروا على الجنود الموالين الذين كانوا يُحصِّنون المدينة بينما توغلت الجماعات الثوريّة المُسلَّحة في وسط المدينة مما ساعد على طرد القوات النظاميّة. قال الثوار في نفسِ اليوم إنهم بدأوا في التقدم إلى ضواحي الخمس، بينما ذكرت صحيفة الغارديان أنّ قوات القذافي شنَّت هجومًا مضادًا على زليتن.
بحلول الثالث والعشرين من آب/أغسطس أفادت قناة الجزيرة أن قوات الثوار قد تقدمت فعلًا إلى الخمس ولم تُواجه أي مقاومةٍ تُذكر بل رُحِّبَ بها من قِبل السكان الذي طالبوها بالتقدم نحو طرابلس «لتحرير» ليبيا من القذافي.